# ريتشار رودجر
يُعد ريتشار تشارلز رودجر (Richard Charles Rodgers) (ولد في 28 يونيو 1902 وتوفي في 31 ديسمبر 1979) ملحنًا موسيقيًا أمريكيًا لما يزيد على 900 أغنية و43 لحنًا موسيقيًا للبرودواي (Broadway). كما قام بتلحين موسيقي للأفلام والتلفيزيون. ويشتهر بشراكاته في تأليف الأغاني مع الشعراء الغنائيين ولورينز هارت (Lorenz Hart) وأوسكار هامرستين الثاني (Oscar Hammerstein II). ولألحانه تأثيرًا ملحوظًا على الموسيقى الشعبية منذ فجر التاريخ وحتى يومنا هذا، كما أنها تتمتع باستحسان مستمر على نطاق واسع.
وكان رودجرز أول من حصل على جوائز تعد الأفضل من نوعها لأصحاب مشاريع العرض في التلفزيون والتسجيل والأفلام وبرودواي - ألا وهي إيمي وغرامي وأوسكار وتوني (Tony) - والتي تعرف جميعها في الوقت الحالي بجوائز إيجوت (EGOT). كما حصل على جائزة بوليتزر (Pulitzer Prize)، مما جعله أحد شخصين (مارفن هاملتش (Marvin Hamlisch) هو الشخص الآخر) حصلا على الجائزة.

## وصلات خارجية
- ريتشار رودجر على موقع IMDb (الإنجليزية)
- ريتشار رودجر على موقع الموسوعة البريطانية (الإنجليزية)
- ريتشار رودجر على موقع ميوزك برينز (الإنجليزية)
- ريتشار رودجر على موقع قاعدة بيانات برودواي على الإنترنت (الإنجليزية)
- ريتشار رودجر على موقع قاعدة بيانات برودواي على الإنترنت (الإنجليزية)
- ريتشار رودجر على موقع إن إن دي بي (الإنجليزية)
- ريتشار رودجر على موقع أول ميوزيك (الإنجليزية)
- ريتشار رودجر على موقع ديسكوغز (الإنجليزية)
- ريتشار رودجر على موقع قاعدة بيانات الفيلم (الإنجليزية)